# Verwaltungsgemeinschaft Bad Dürrenberg

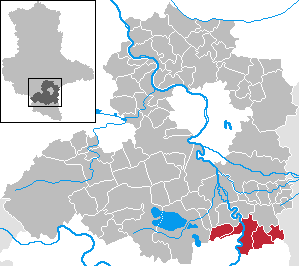
Lage der Verwaltungsgemeinschaft im Saalekreis

In der Verwaltungsgemeinschaft Bad Dürrenberg des Saalekreises in Sachsen-Anhalt waren vier Gemeinden zur Erledigung der Verwaltungsgeschäfte zusammengeschlossen. Die Verwaltungsgemeinschaft bestand seit 1992 unverändert. Am 1. April 2006 kam die Gemeinde Nempitz zur Verwaltungsgemeinschaft. Am 31. Dezember 2009 wurde Spergau nach Leuna eingemeindet, am 1. Januar 2010 wurden Nempitz und Tollwitz in die Stadt Bad Dürrenberg eingegliedert, die Verwaltungsgemeinschaft damit aufgelöst.
Die Verwaltungsgemeinschaft hatte eine Fläche von 46,95 km² und 13789 Einwohner (31. Dezember 2008).

## Ehemalige Mitgliedsgemeinden mit ihren Ortsteilen
- Stadt Bad Dürrenberg mit Balditz, Goddula, Kirchfährendorf, Lennewitz, Oebles-Schlechtewitz, Ostrau und Vesta
- Nempitz
- Spergau
- Tollwitz mit Ellerbach, Kauern, Ragwitz, Teuditz und Zöllschen